# Trichosia macrotricha
Trichosia macrotricha är en tvåvingeart som beskrevs av Hans-Georg Rudzinski 2005. Trichosia macrotricha ingår i släktet Trichosia och familjen sorgmyggor.
Artens utbredningsområde är Taiwan. Inga underarter finns listade i Catalogue of Life.